# 悦目金蛛
悦目金蛛（学名：Argiope amoena）为园蛛科金蛛属的动物。分布于日本、朝鲜、巴布亚新几内亚、台湾以及中国大陆的浙江、安徽、江苏、河南、湖北、湖南、福建、广东、海南、广西、四川、贵州、云南、陕西等地，主要栖息于山区和丘陵农田以及果园和灌丛 布网于向阳灌木丛中。该物种的模式产地在日本。